# Liste der Monuments historiques in Avon (Seine-et-Marne)
Die Liste der Monuments historiques in Avon (Seine-et-Marne) führt die Monuments historiques in der französischen Gemeinde Avon auf.

## Liste der Bauwerke
| Bezeichnung              | Beschreibung                  | Standort                              | Kennzeichnung | Schutzstatus | Datum     | Bild           |
| ------------------------ | ----------------------------- | ------------------------------------- | ------------- | ------------ | --------- | -------------- |
| Couvent des Carmes       | Erbaut 1665                   | Rue Père-Maurice (Lage)               | PA00086802    | Inscrit      | 1926 1994 | weitere Bilder |
| Kirche St-Pierre         | Erbaut ab dem 12. Jahrhundert | (Lage)                                | PA00086803    | Classé       | 1908      | weitere Bilder |
| Prieuré des Basses Loges | Erbaut 1660                   | 9, avenue du Général-de-Gaulle (Lage) | PA00087346    | Inscrit      | 1991      | weitere Bilder |

## Liste der Objekte
| Bezeichnung                                  | Beschreibung                                                 | Standort                       | Kennzeichnung | Schutzstatus | Datum | Bild           |
| -------------------------------------------- | ------------------------------------------------------------ | ------------------------------ | ------------- | ------------ | ----- | -------------- |
| Skulptur: Apostel Petrus                     | Holz, farbig gefasst, 17. Jahrhundert                        | in der Kirche St-Pierre (Lage) | PM77004530    | Inscrit      | 1986  |                |
| Zwei Skulpturen: Maria und heiliger Johannes | Holz, polychrom gefasst, erstes Viertel des 17. Jahrhunderts | in der Kirche St-Pierre (Lage) | PM77000032    | Classé       | 1980  |                |
| Grabplatte für Edme-Louis Daubenton († 1785) | Marmor, 18. Jahrhundert                                      | in der Kirche St-Pierre (Lage) | PM77000030    | Classé       | 1934  |                |
| Taufbecken                                   | Stein, 1616, mit Monogramm „IG“                              | in der Kirche St-Pierre (Lage) | PM77004529    | Inscrit      | 1986  | weitere Bilder |
| Grabplatte für Etienne Bezout                | Stein, 1783                                                  | in der Kirche St-Pierre (Lage) | PM77002965    | Inscrit      | 1978  |                |
| Grabplatte für Jean de Monaldeschi († 1657)  | Stein, 17. Jahrhundert                                       | in der Kirche St-Pierre (Lage) | PM77000029    | Classé       | 1906  |                |
| Skulptur: Heiliger Ludwig                    | Holz, 17. Jahrhundert                                        | in der Kirche St-Pierre (Lage) | PM77000031    | Classé       | 1980  |                |
| Grabplatte für François de Can               | Stein, 1645                                                  | in der Kirche St-Pierre (Lage) | PM77002571    | Inscrit      | 1977  |                |
| Skulptur: Heiliger Aubin                     | Holz, farbig gefasst, 17. Jahrhundert                        | in der Kirche St-Pierre (Lage) | PM77003274    | Inscrit      | 1979  |                |
| Skulptur: Heiliger Jean de Matha             | Holz, farbig gefasst, 17. Jahrhundert                        | in der Kirche St-Pierre (Lage) | PM77004531    | Inscrit      | 1986  |                |
| Skulpturengruppe: Unterweisung Mariens       | Holz, farbig gefasst, 17. Jahrhundert                        | in der Kirche St-Pierre (Lage) | PM77003275    | Inscrit      | 1979  |                |